# Šumice (Moravia meridionale)
Šumice (in tedesco Schömitz) è un comune della Repubblica Ceca facente parte del distretto di Brno-venkov, in Moravia Meridionale.